# Stati per tasso di suicidio

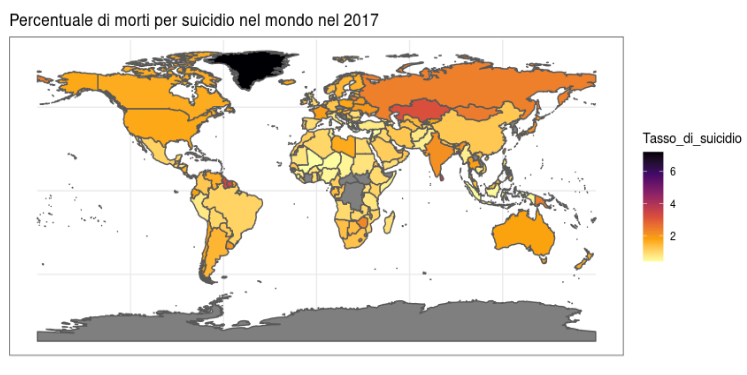
Percentuale di morti per suicidio nel mondo

La tabella seguente è una lista di stati per tasso di suicidio secondo i dati dell'Organizzazione mondiale della sanità (OMS) ed altre fonti.
Circa una persona su 5.000–15.000 muore ogni anno per suicidio (1,5% di tutti i decessi nel 2016), con un tasso di 10,5 per 100.000 abitanti in calo rispetto agli 11,6 del 2008. Nei paesi ad alto reddito, i tassi di comportamenti suicidari tra uomini e donne differiscono in misura maggiore rispetto a quelli del resto del mondo: anche se le donne sono più inclini a pensieri suicidi, i tassi di suicidio sono incredibilmente più alti negli uomini (il suicidio negli uomini è stato definito una “epidemia silenziosa”). L'Europa è la regione del mondo dove avvengono più suicidi, mentre il Mediterraneo orientale quella dove ne avvengono meno.
Secondo uno studio del 2019, i tassi globali di decesso per suicidio sono diminuiti di un terzo tra il 1990 e il 2016, mentre il numero assoluto di decessi per suicidio è effettivamente aumentato del 6,7%, da 762.000 a 817.000 all'anno. Complessivamente, i tassi sono stati di circa 16 decessi ogni 100.000 uomini e 7 decessi ogni 100.000 donne nel 2016: nelle donne si è anche notata una maggiore riduzione rispetto agli uomini durante il periodo di studio indicato.
Secondo le recenti pubblicazioni dell'OMS, lo stigma sociale, il tabù di discutere apertamente di suicidio e la scarsa disponibilità di dati porta a una scarsa qualità dei dati disponibili sia per il suicidio che per i tentativi di suicidio: "data la sensibilità del suicidio - e l'illegalità del comportamento suicidario in alcuni paesi - è possibile che la sottovalutazione e l'errata classificazione siano problemi di maggior rilievo per il suicidio che non per la maggior parte delle altre cause di morte".
(Organizzazione mondiale della sanità (2002))

## Lista per gruppi regionali della OMS
| Gruppo regionale OMS   | Tasso | Tasso standardizzato per età | Tasso Uomini | Tasso Donne | Rapporto Uomini–Donne |
| ---------------------- | ----- | ---------------------------- | ------------ | ----------- | --------------------- |
| Europa                 | 15,4  | 12,85                        | 24,7         | 6,6         | 3,74                  |
| Sudest asiatico        | 13,2  | 13,40                        | 14,8         | 11,6        | 1,28                  |
| Mondo                  | 10,6  | 10,53                        | 13,5         | 7,7         | 1,75                  |
| Pacifico occidentale   | 10,2  | 8,45                         | 10,9         | 9,4         | 1,16                  |
| Americhe               | 9,8   | 9,25                         | 15,1         | 4,6         | 3,28                  |
| Africa                 | 7,4   | 11,96                        | 9,9          | 4,8         | 2,06                  |
| Mediterraneo orientale | 3,9   | 4,30                         | 5,1          | 2,7         | 1,89                  |

## Metodologia
I tassi di suicidio maschile e femminile sono calcolati a partire, rispettivamente, dal totale della popolazione maschile e dal totale della popolazione femminile (cioè, ad esempio per gli uomini, il numero totale dei suicidi negli uomini viene diviso per la popolazione maschile totale).
Il tasso globale dei suicidi è basato sul numero totale dei suicidi, diviso per la popolazione totale piuttosto che prendere semplicemente la media dei tassi di suicidio maschile e femminile, perché il rapporto tra i sessi nella maggior parte dei Paesi non è 1 a 1.
La colonna Anno indica l'anno dei più recenti dati disponibili per il Paese.

## Lista redatta attraverso dati provenienti da varie fonti e vari anni (1985-2016)
| Posizione | Paese                                 | Uomini | Donne | Media | Anno |
| --------- | ------------------------------------- | ------ | ----- | ----- | ---- |
| 1         | Groenlandia (Suicidio in Groenlandia) | 116,9  | 45,0  | 83,0  | 2011 |
| 2         | Corea del Sud                         | 39,8   | 17,3  | 28,5  | 2013 |
| 3         | Lituania                              | 54,45  | 7,84  | 28,27 | 2016 |
| 4         | Guyana                                | 39,0   | 13,4  | 26,4  | 2006 |
| 5         | Kazakistan                            | 43,0   | 9,4   | 25,6  | 2008 |
| 6         | Sri Lanka                             | 34,8   | 9,24  | 21,3  | 2011 |
| 7         | Giappone (Suicidio in Giappone)       | 29,7   | 12,2  | 20,7  | 2013 |
| 8         | Bielorussia                           |        |       | 20,5  | 2012 |
| 9         | Ucraina                               |        |       | 19,8  | 2012 |
| 10        | Lettonia                              | 34,17  | 6,62  | 18,56 | 2016 |
| 11        | Russia                                |        |       | 18,2  | 2014 |
| 12        | Slovenia                              | 30,7   | 7,12  | 18,09 | 2016 |
| 13        | Ungheria                              | 30,86  | 8,21  | 17,98 | 2016 |
| 14        | Moldavia                              |        |       | 17,6  | 2008 |
| 15        | Belgio                                | 25,53  | 9,51  | 17,11 | 2016 |
| 16        | Uruguay                               |        |       | 16,5  | 2012 |
| 17        | Bhutan                                |        |       | 16,2  | 2011 |
| 18        | Croazia                               | 27,1   | 7,22  | 16    | 2016 |
| 19        | Liechtenstein                         | 10,26  | 20,87 | 15,59 | 2016 |
| 20        | Sudafrica                             |        |       | 15,4  | 2005 |
| 21        | Taiwan                                | 20,5   | 9,7   | 15,1  | 2011 |
| 22        | Suriname                              | 23,9   | 4,8   | 14,4  | 2005 |
| 23        | Estonia                               | 26,35  | 5,1   | 14,31 | 2016 |
| 24        | Finlandia                             | 22,98  | 6,06  | 14,26 | 2016 |
| 25        | Austria                               | 22,72  | 6,42  | 13,69 | 2016 |
| 26        | Serbia                                | 21,77  | 6,68  | 13,52 | 2016 |
| 27        | Bosnia ed Erzegovina                  |        |       | 13,3  | 2011 |
| 28        | Francia                               | 21,97  | 5,86  | 13,22 | 2016 |
| 29        | Rep. Ceca                             | 21,78  | 4,75  | 12,57 | 2016 |
| 30        | Stati Uniti                           | 20,3   | 5,4   | 12,5  | 2012 |
| 31        | Islanda                               | 21,66  | 2,93  | 12,39 | 2016 |
| 32        | Cuba                                  | 19,0   | 5,5   | 12,3  | 2008 |
| 33        | Hong Kong                             | 16,2   | 8,8   | 12,3  | 2011 |
| 34        | Polonia                               | 22,84  | 3,02  | 12,28 | 2016 |
| 35        | Svizzera (Suicidio in Svizzera)       | 19,18  | 6,0   | 12,19 | 2016 |
| 36        | Norvegia                              | 16,48  | 7,74  | 12,08 | 2016 |
| 37        | Svezia                                | 16,5   | 7,14  | 11,73 | 2016 |
| 38        | Canada                                | 16,9   | 5,3   | 11,5  | 2009 |
| 39        | Nuova Zelanda                         | 17,0   | 6,4   | 11,5  | 2010 |
| 40        | Germania                              | 18,21  | 5,37  | 11,29 | 2016 |
| 41        | Paesi Bassi                           | 15,74  | 7,12  | 11,28 | 2016 |
| 42        | Cile                                  | 18,2   | 4,2   | 11,2  | 2007 |
| 43        | Trinidad e Tobago                     | 17,9   | 3,8   | 10,7  | 2006 |
| 44        | India (Suicidio in India)             | 13,0   | 7,8   | 10,5  | 2009 |
| 45        | Singapore                             | 13,3   | 7,3   | 10,3  | 2012 |
| 46        | Danimarca                             | 15,82  | 4,96  | 10,19 | 2016 |
| 47        | Romania                               | 18,16  | 3,06  | 10,15 | 2016 |
| 48        | Australia                             | 15,3   | 4,8   | 10,0  | 2011 |
| 49        | Lussemburgo                           | 14,23  | 4,75  | 9,38  | 2016 |
| 50        | Irlanda                               | 15,23  | 3,65  | 9,37  | 2016 |
| 51        | Bulgaria                              | 15,84  | 4,03  | 9,24  | 2016 |
| 52        | Portogallo                            | 15,44  | 3,82  | 8,95  | 2016 |
| 53        | Kirghizistan                          | 14,1   | 3,6   | 8,8   | 2009 |
| 54        | Turkmenistan                          | 13,8   | 3,5   | 8,6   | 1998 |
| 55        | El Salvador                           | 12,9   | 3,6   | 8,0   | 2008 |
| 56        | Macedonia del Nord                    | 12,6   | 3,9   | 8,0   | 2009 |
| 57        | Cina                                  | 8,3    | 7,6   | 7,9   | 2006 |
| 58        | Zimbabwe                              | 10,6   | 5,2   | 7,9   | 1990 |
| 59        | Argentina                             | 12,6   | 3,0   | 7,7   | 2008 |
| 60        | Slovacchia                            | 13,69  | 2,15  | 7,48  | 2016 |
| 61        | Spagna                                | 11,74  | 3,65  | 7,41  | 2016 |
| 62        | Regno Unito                           | 11,31  | 3,33  | 7,23  | 2016 |
| 63        | Ecuador                               | 10,5   | 3,6   | 7,1   | 2009 |
| 64        | Mauritius                             | 11,8   | 1,9   | 6,8   | 2008 |
| 65        | Costa Rica                            | 10,2   | 1,9   | 6,1   | 2009 |
| 66        | Thailandia                            | 9,5    | 2,7   | 6,1   | 2011 |
| 67        | Italia                                | 9,83   | 2,4   | 5,85  | 2016 |
| 68        | Mongolia                              | 8,6    | 3,1   | 5,85  | 2011 |
| 69        | Israele                               | 9,9    | 2,1   | 5,8   | 2007 |
| 70        | Nicaragua                             | 9,0    | 2,6   | 5,8   | 2006 |
| 71        | Panama                                | 9,0    | 1,9   | 5,5   | 2008 |
| 72        | Malta                                 | 8,92   | 1,69  | 5,33  | 2016 |
| 73        | Colombia                              | 7,9    | 2,0   | 4,9   | 2007 |
| 74        | Brasile                               | 7,7    | 2,0   | 4,8   | 2008 |
| 75        | Iran                                  | 3.9    | 2.1   | 4,8   | 2013 |
| 76        | Uzbekistan                            | 7,0    | 2,3   | 4,7   | 2005 |
| 77        | Cambogia                              |        |       | 4,6   | 2008 |
| 78        | Georgia                               | 7,1    | 1,7   | 4,3   | 2009 |
| 79        | Grecia                                | 7,55   | 1,41  | 4,29  | 2016 |
| 80        | Turchia                               |        |       | 4,19  | 2013 |
| 81        | Albania                               | 4,7    | 3,3   | 4,0   | 2003 |
| 82        | Messico                               | 6,8    | 1,3   | 4,0   | 2008 |
| 83        | Cipro                                 | 6,87   | 1,12  | 3,89  | 2016 |
| 84        | Honduras                              |        |       | 3,84  | 2011 |
| 85        | Bahrein                               | 4,0    | 3,5   | 3,8   | 2006 |
| 86        | Belize                                | 6,6    | 0,7   | 3,7   | 2008 |
| 87        | Saint Vincent e Grenadine             | 5,4    | 1,9   | 3,7   | 2008 |
| 88        | Guatemala                             | 5,6    | 1,7   | 3,6   | 2008 |
| 89        | Paraguay                              | 5,1    | 2,0   | 3,6   | 2008 |
| 90        | Barbados                              | 7,3    | 0,0   | 3,5   | 2006 |
| 91        | Venezuela                             | 5,3    | 1,2   | 3,2   | 2007 |
| 92        | Filippine                             | 4,5    | 1,0   | 2,75  | 2005 |
| 93        | Tagikistan                            | 2,9    | 2,3   | 2,6   | 2001 |
| 94        | Saint Lucia                           | 4,9    | 0,0   | 2,4   | 2005 |
| 95        | Rep. Dominicana                       | 3,9    | 0,7   | 2,3   | 2005 |
| 96        | Armenia                               | 2,8    | 1,1   | 1,9   | 2008 |
| 97        | Kuwait                                | 1.9    | 1.7   | 1,8   | 2009 |
| 98        | Bahamas                               | 1,9    | 0,6   | 1,2   | 2005 |
| 99        | Pakistan                              | 1,45   | 0,71  | 1,1   | 2012 |
| 100       | Perù                                  | 1,1    | 0,6   | 0,9   | 2000 |
| 101       | São Tomé e Príncipe                   | 0,0    | 1,8   | 0,9   | 1987 |
| 102       | Azerbaigian                           | 1,0    | 0,3   | 0,6   | 2007 |
| 103       | Maldive                               | 0,7    | 0,0   | 0,3   | 2005 |
| 104       | Egitto                                | 0,1    | 0,0   | 0,1   | 2009 |
| 105       | Giamaica                              | 0,3    | 0,0   | 0,1   | 1990 |
| 106       | Giordania                             | 0,2    | 0,0   | 0,1   | 2008 |
| 107       | Nepal                                 | 0,1    | 0,0   | 0,1   | 2003 |
| 108       | Siria                                 | 0,2    | 0,0   | 0,1   | 1985 |
| 109       | Antigua e Barbuda                     | 0,0    | 0,0   | 0,0   | 1995 |
| 110       | Grenada                               | 0,0    | 0,0   | 0,0   | 2008 |
| 111       | Haiti                                 | 0,0    | 0,0   | 0,0   | 2003 |
| 112       | Saint Kitts e Nevis                   | 0,0    | 0,0   | 0,0   | 1995 |